# جين هاموند
جين هاموند (بالإنجليزية: Jane Hammond)‏ هي رسامة أمريكية، ولدت في 27 يونيو 1950 في بريدجبورت في الولايات المتحدة.